# Trentepohlia parvistigma
Trentepohlia parvistigma là một loài ruồi trong họ Limoniidae. Chúng phân bố ở miền Australasia.